# Саскія Сассен
Са́скія Са́ссен (Сассен-Куб, Сассен-Кооб; нід. Saskia Sassen, нід. Saskia Sassen-Koob; р. 5 січня 1949, Гаага, Нідерланди) — американський соціолог, економіст; досліджує глобализацію, місто та міграційні процеси; авторка терміна "глобальне місто". Професор соціології кафедри ім. Роберта Лінда  Колумбійського університету, співголова Комітету з глобальної думки Колумбійського університету, запрошений лектор Лондонської школи економіки. Дружина соціолога Річарда Сеннета.

### Основні праці
- Territory, Authority, Rights: From Medieval to Global Assemblages (Princeton: Princeton University Press, May 2006) ISBN 0-691-09538-8.
- Elements for a Sociology of Globalization [or A Sociology of Globalization] (W.W. Norton, forthcoming 2006) ISBN 0-393-92726-1.
- Cities in a world economy (Thousand Oaks, Calif. : Pine Forge Press, 2006) updated 3rd ed., original 1994; Series: Sociology for a new century, ISBN 1-4129-3680-2.
- Digital Formations: IT and New Architectures in the Global Realm, eds. Robert Latham and Saskia Sassen (Princeton: Princeton University Press, 2005) ISBN 0-691-11986-4, ISBN 0-691-11987-2.
- Global networks, linked cities, ed. Saskia Sassen (New York : Routledge, 2002) ISBN 0-415-93162-2, ISBN 0-415-93163-0.
- Guests and aliens (New York: New Press, 1999) ISBN 1-56584-608-7.
- Cities : between global actors and local conditions (College Park, MD. : Urban Studies and Planning Program, University of Maryland, c1999) «The 1997 Lefrak monograph».
- Globalization and its discontents. Essays on the New Mobility of People and Money (New York: New Press, 1998), ISBN 1-56584-518-8.
- Losing control? Sovereignty in An Age of Globalization (New York: Columbia University Press, 1996) Series : University seminars — Leonard Hastings Schoff memorial lectures, ISBN 0-231-10608-4.
- Transnational economies and national migration policies (Amsterdam : Institute for Migration and Ethnic Studies, University of Amsterdam, 1996) ISBN 90-5589-038-3.
- The Global City: New York, London, Tokyo (Princeton: Princeton University Press, 1991) 1st ed. ISBN 0-691-07063-6.
- The global city : New York, London, Tokyo (Princeton : Princeton University Press, 2001) updated 2d ed., original 1991; ISBN 0-691-07063-6. [see forward]
- [with Smith, Robert] Post-industrial employment and third world immigration : casualization and the new Mexican migration in New York (New York, N.Y. : Columbia University, Institute of Latin American and Iberian Studies, 1991) Series : Papers on Latin America #26.
- The Mobility of Labor and Capital. A Study in International Investment and Labor Flow (Cambridge: Cambridge University Press, 1998) ISBN 0-521-38672-1.
- [as Sassen-Koob, Saskia] Non-dominant ethnic populations as a possible component of the U.S. political economy : the case of blacks and Chicanos (Dissertation, Ph.D., University of Notre Dame, 1974).
- [as Sassen-Koob, Saskia] Social stratification, ethnicity and ideology : Anglos and Chicanos in the United States (Thesis, M.A., University of Notre Dame, 1971).

### Російська бібліографія
- Сассен, С. Приведение глобальной экономики в действие: роль национальных государств и частных факторов // Международный журнал социальных наук. — 2000. — N 28. — С. 167—175.
- Сассен, С. Утрата контроля? // Гендер и глобализация: теория и практика международного женского движения / Под общей редакцией Е. Баллаевой. — М.: МЦГИ — ИСЭПН РАН, 2003. — 292 с.
- Сассен, С. // Новое время. — 2003. — № 43.
- Сассен, C. // Деловая неделя. — Киев, 2004. — № 51. (30 декабря 2004 — 5 января 2005).

- А.М. Хохлова, Сассен, С. Глобализация или денационализация // Журнал социологии и социальной антропологии. Негосударственные механизмы управления в глобальном обществе. - СПб.: 2006. - Т.IX. №5 (специальный выпуск). - С. 249-277.
- Игрицкий, Ю. // Pro et contra. — Том 4, 1999. — № 4, Осень. — С. 222—227.
- Портес А., Сассен-Куб С. Сотворение нелегальности: сравнительные материалы о неформальном секторе в рыночной экономике стран Запада (Ю. В. Латов) // Экономическая теория преступлений и наказаний. Реферативный журнал. — М.: РГГУ, 2000. — Выпуск 2. Неформальный сектор экономики за рубежом / Под ред. Л. М. Тимовева, Ю. В. Латова.
- Левченко, Э.  // Экономика и время. — СПб., 2003. — № 21. 9 июня.
- Слука, Н. А. Градоцентрическая модель мирового хозяйства. — М., Пресс-Соло, 2005. — 168 с.